# Schnellfahrstrecke Harbin–Mudanjiang
| Streckenlänge: | 293 km               |                 |                 |
| Spurweite: | 1435 mm (Normalspur) |                 |                 |
| Stromsystem: | 25 kV 50 Hz ~        |                 |                 |
| Maximale Neigung: | 30 ‰                 |                 |                 |
| Minimaler Radius: | 3500 m               |                 |                 |
| Streckengeschwindigkeit: | 250 km/h             |                 |                 |
| Zweigleisigkeit: | durchgehend          |                 |                 |
| |                      |                 |                 |
| \| \| 0 \| Harbin \| Harbin \| \| \| 31 \| Xiangfang Nord \| Xiangfang Nord \| \| \| 51 \| Acheng Nord \| Acheng Nord \| \| \| 101 \| Mao'ershan West \| Mao'ershan West \| \| \| 141 \| Shangzhi Süd \| Shangzhi Süd \| \| \| 158 \| Yimianpo Nord \| Yimianpo Nord \| \| \| 186 \| Weihe West \| Weihe West \| \| \| 204 \| Yabuli West \| Yabuli West \| \| \| 249 \| Hengdaohezi Ost \| Hengdaohezi Ost \| \| \| 279 \| Hailin Nord \| Hailin Nord \| \| \| 300 \| Mudanjiang \| Mudanjiang \| |                      |                 |                 |
| Bahnhof | 0                    | Harbin          | Harbin          |
| Bahnhof | 31                   | Xiangfang Nord  | Xiangfang Nord  |
| Bahnhof | 51                   | Acheng Nord     | Acheng Nord     |
| Bahnhof | 101                  | Mao'ershan West | Mao'ershan West |
| Bahnhof | 141                  | Shangzhi Süd    | Shangzhi Süd    |
| Bahnhof | 158                  | Yimianpo Nord   | Yimianpo Nord   |
| Bahnhof | 186                  | Weihe West      | Weihe West      |
| Bahnhof | 204                  | Yabuli West     | Yabuli West     |
| Bahnhof | 249                  | Hengdaohezi Ost | Hengdaohezi Ost |
| Bahnhof | 279                  | Hailin Nord     | Hailin Nord     |
| Bahnhof | 300                  | Mudanjiang      | Mudanjiang      |

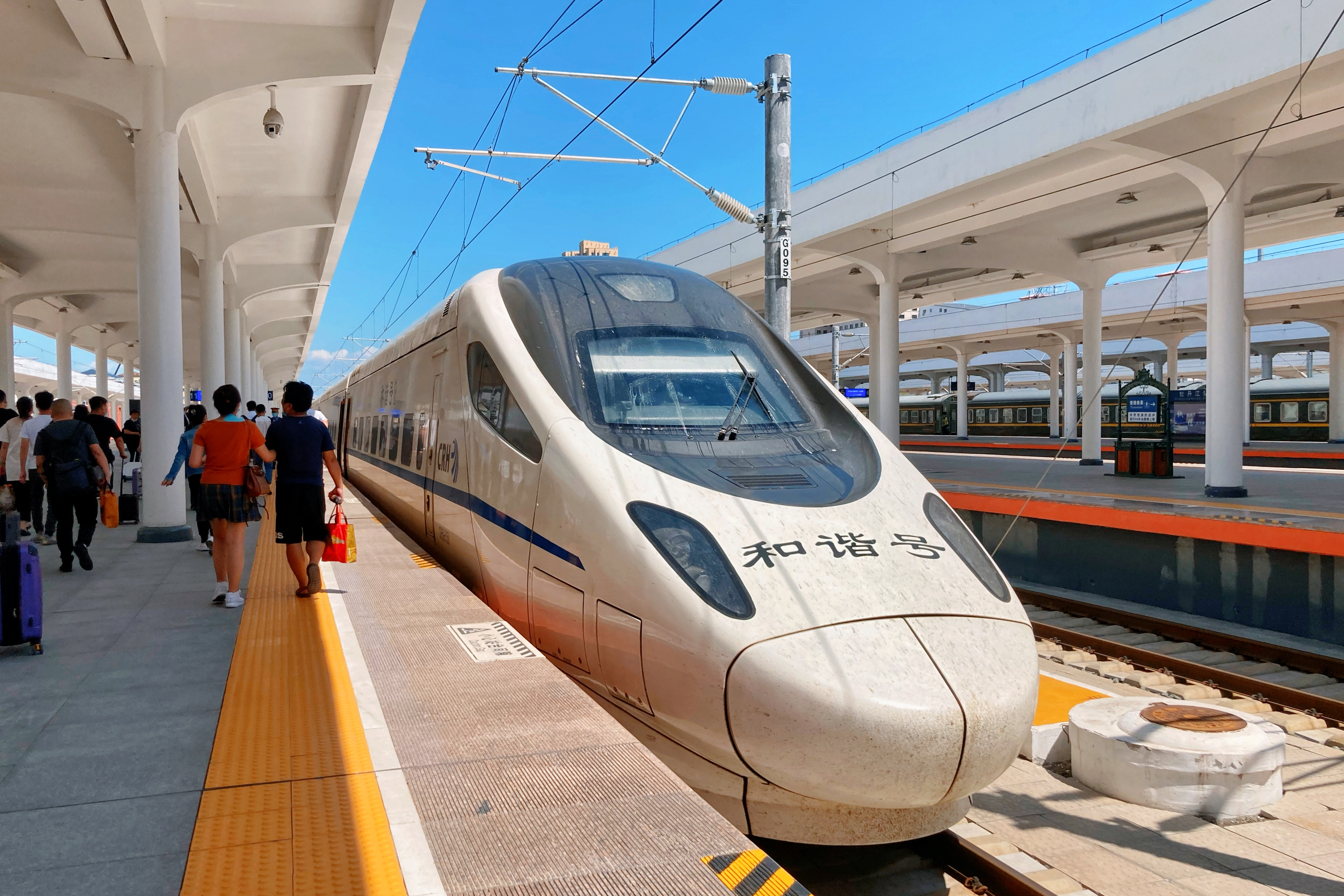
Bahnhof Mudanjiang (2021)

Die Bahnstrecke Harbin–Mudanjiang, auch Hamu-Schnellfahrstrecke nach den Anfangssilben der Städte, ist eine Schnellfahrstrecke zwischen der chinesischen Provinzhauptstadt Harbin und der Stadt Mudanjiang, beide in der Provinz Heilongjiang.

## Geschichte
Die Bauarbeiten hatten am 15. Dezember 2014 begonnen. Am 25. Dezember 2018 wurde die Strecke eingeweiht.

## Technik
Die elektrifizierte Strecke ist knapp 300 km lang und für 250 km/h Höchstgeschwindigkeit ausgelegt. Der Abstand zwischen den Gleisachsen beträgt 4,6 m. Der minimale Kurvenradius liegt bei 3500 m, wobei nach Möglichkeit 4000 m nicht unterschritten wurden. Die maximale Steigung bei 30 ‰, wobei miest 20 ‰ nicht überschritten wurden. Zu der Strecke gehören 109 Brücken und eine hochgeständerte Trasse mit einer Gesamtlänge von 103 km, 39 Tunnel mit einer Gesamtlänge von 69 km und neun Bahnhöfe. Die Kosten für den Bau betrugen etwa 40 Mrd. Renminbi (5,3 Mrd. Euro).

## Verkehr
Die schnellsten Verbindungen auf der Neubaustrecke zwischen den beiden Städten verkehren mit knapp anderthalb Stunden Fahrzeit. Das ist ein Drittel der Fahrzeit, die Züge auf der bisher befahrenen Bestandsstrecke benötigen. Von Mudanjiang besteht über eine gut ausgebaute Bestandsstrecke eine Verbindung zum Grenzbahnhof Suifenhe mit Übergang zur russischen Eisenbahn.